# Agura
Agura (jap. 胡坐) – słowo w języku japońskim oznaczające pozycję siedzącą ze skrzyżowanymi nogami, „po turecku”. 

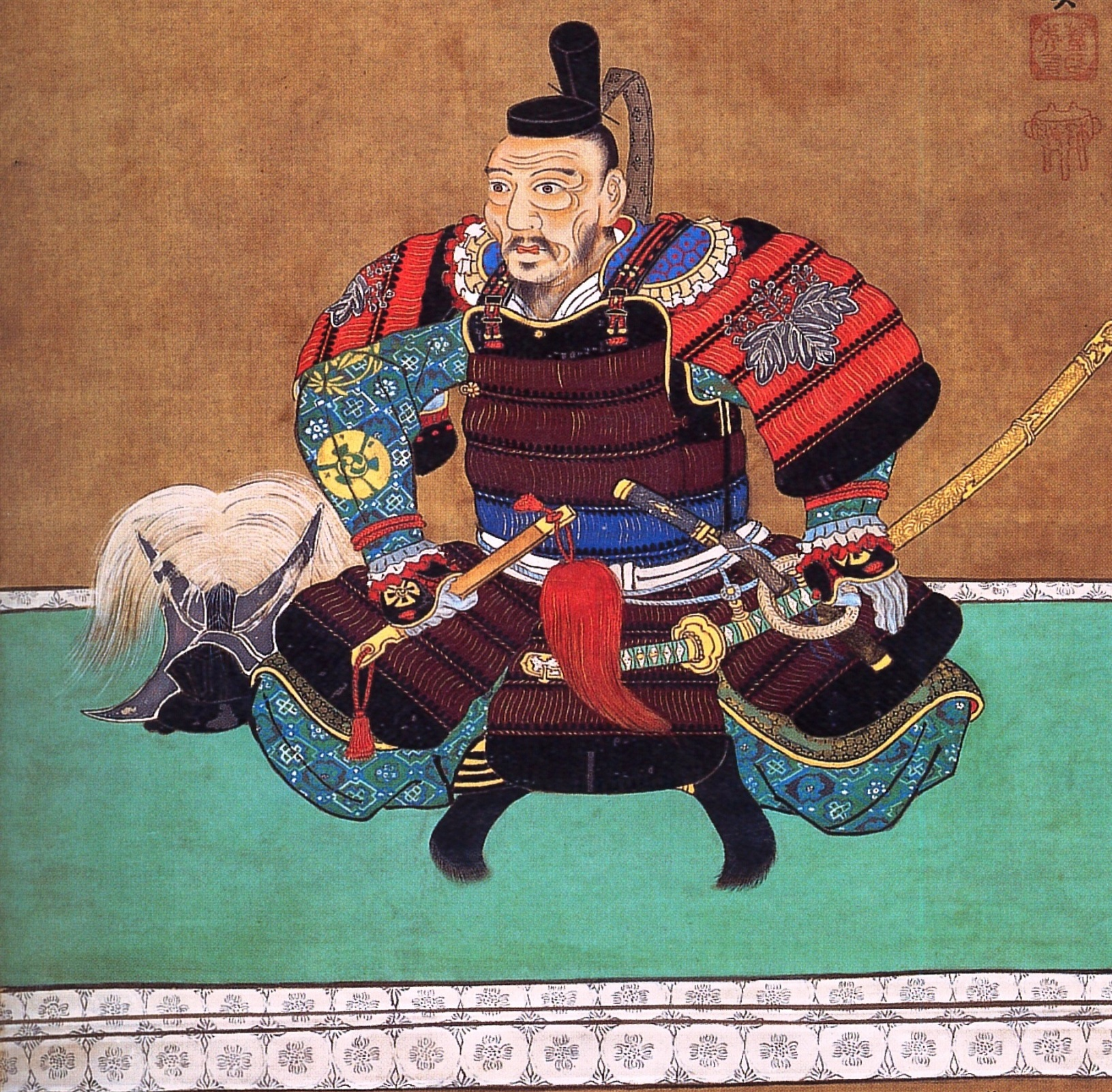
Hideyoshi Toyotomi w pozycji agura

W dosłownym tłumaczeniu agura oznacza cudzoziemski, barbarzyński sposób siedzenia. Ma on charakter nieformalny, przyjmowany np. w japońskich restauracjach. Sposób formalny, ceremonialny, nazywany właściwym, to seiza.
W medytacji buddyjskiej jakakolwiek pozycja ze skrzyżowanymi nogami, która nie jest ani lotosem, ani półlotosem jest zaliczana do agura, np. pozycja birmańska.